# Vincent de Salaberry de Benneville
Pour les articles homonymes, voir De Salaberry.
Pour les autres membres de la famille, voir Famille d'Irumberry de Salaberry.
Vincent d'Irumberry de Salaberry de Benneville, né à Charleville le 17 mars 1663 et mort à Paris le 30 décembre 1750 est un officier de marine français des XVIIe et XVIIIe siècles. Il sert sous les règnes de Louis XIV et Louis XV et termine sa carrière militaire avec le grade de vice-amiral commandant de la flotte du Levant.

## Biographie

### Origines et famille
Vincent de Salaberry  de Benneville descend de la famille d'Irumberry de Salaberry une famille aristocratique originaire de Basse-Navarre implantée de Champagne, dont plusieurs membres servirent à la cour d'Arches.
Il est le fils de Charles-Simon de Salaberry, écuyer, gentilhomme ordinaire du prince souverain d'Arches et de Marie-Poncette Morel, fille du vicomte Claude Morel, seigneur de Boistiroux, premier président du conseil souverain d'Arches et Charleville, conseiller d'État et intendant. De cette union naissent cinq enfants :
- Charles de Salaberry (1659-1734), « commis du sieur Morel de Vindé », puis « commis au bureau de la marine sous de Seignelay », avant d'être nommé premier commis de la marine[2] ;

* N… de Salaberry, lieutenant général ;[réf. nécessaire]
- Vincent de Salaberry de Benneville ;
- Claude de Salaberry ;
- Jeanne-Claude de Salaberry, mariée à Nicolas Emmerez, seigneur de Charmoy, secrétaire du roi.

### Carrière dans la marine royale
Il entre dans la Marine royale en 1681. Garde-marine le 4 juillet 1684, il accompagne l'année suivante le chevalier de Chaumont dans son ambassade à la Cour de Siam. Il connait alors une suite de promotions rapides pendant la guerre de la Ligue d'Augsbourg : brigadier des gardes-marine en 1688, enseigne de vaisseau le 1er janvier 1689, il devient aide-major le 20 mai de l'année suivante. Il intègre le corps des officiers de marine comme lieutenant de vaisseau en 1691 et est promu capitaine de frégate en 1693. En 1696, il se rend maître d'une frégate ennemie et, la même année, il reçoit un brevet de capitaine de vaisseau du roi.
Il est fait chevalier de Saint-Louis le 1er janvier 1703, « après quinze années de service ». Le 24 août 1704, il prend part au combat au large de Vélez-Málaga. Il commande à cette occasion Le Rubis, vaisseau de ligne de 56 canons, au sein de l'avant-garde commandée par le vice-amiral, le marquis de Villette-Mursay. Il se distingue au cours de ce combat. M. d'Aspect, historiographe de l'Ordre de Saint-Louis, écrit à son sujet : « Il eut affaire à des vaisseaux bien plus gros que le sien & qu'il contraignit de plier malgré l'inégalité des forces. »
Il est promu chef d'escadre le 27 mars 1728. Gouverneur de Château-Porcien (Ardennes) en 1730, il est promu Lieutenant général des armées navales en 1736 et nommé commandant de la Marine à Toulon l'année suivante. Il arrive dans cette ville en décembre 1737 et il y prend son commandement, début 1738, le bailli de Vastan qui l'exerçait alors étant son cadet dans le corps de la Marine.
Il est fait commandeur de l'ordre royal et militaire de Saint-Louis le 1er janvier 1745, et reçoit une pension de 4 000 livres.
Il est décoré de la grand'croix de l'ordre royal et militaire de Saint-Louis avant d'être nommé vice-amiral de France, commandant de la flotte du Levant, basée à Toulon, en 1750, en remplacement de Gaspard de Goussé de La Roche-Allard, décédé en 1745.
Il décède à Paris, le 30 décembre 1750, à l'âge de 87 ans.

### Sources et bibliographie
- François-Alexandre de La Chenaye-Aubert, Dictionnaire de la noblesse, contenant les généalogies, l'histoire et la chronologie des familles nobles de France, vol. 8, Paris, chez la Veuve Duchesne, 1774, 2e éd. (lire en ligne), p. 267
- Alexandre Mazas, Histoire de L'ordre royal et militaire de Saint-Louis... jusqu'en 1830, t. 2, Paris, Firmin Didot Frères, Fils et Cie, 1860, 2e éd. (lire en ligne), p. 106
- Michel Vergé-Franceschi, Les Officiers généraux de la Marine royale : 1715-1774, Librairie de l'Inde, 1990, p. 410 et suiv.
- M. d'Aspect, Histoire de l'Ordre royal et militaire de Saint-Louis, vol. 3, Paris, chez la veuve Duchesne, 1780 (lire en ligne), p. 296
- Pierre-Georges Roy, La famille d'Irumberry de Salaberry, Lévis, Québec, Nabu Press, 2010 (1re éd. 1905) (ISBN 978-1-149-42722-4 et 1-149-42722-1, OCLC 11537970)